# Rheinkadetten
Rheinkadetten waren bis etwa in die Mitte des 20. Jahrhunderts, Lastenträger und Hilfsarbeiter in den Häfen und an den Werften entlang des Niederrheins. Sie wurden entsprechend der jeweiligen rheinischen Mundart auch unterschiedlich genannt. So z. B. Poortekerls, Laglöper (Emmerich am Rhein), Rhienkadette (Düsseldorf) oder Kluten (Köln).
Meist handelte es sich dabei um Tagelöhner und Hilfsarbeiter. Sie be- und entluden die anlegenden Schiffe und warteten bei jedem Wetter in eigens eingerichteten Unterständen oder Mauervorsprüngen (so in Uerdingen) auf die nächste Löschung eines Binnenschiffes. Dabei standen sie oft in Konkurrenz untereinander. Das Schleppen von Säcken mit Getreide oder Kaffee gehörte ebenso zum Tagewerk wie Schaufeln von Kohle oder Kies und in Emmerich das vertäuen der anlegenden Schiffe.
Die Rheinkadetten waren für den funktionierenden Warenumschlag am Rheinhafen unverzichtbar,- gleichwohl war ihr sozialer Stand auf der untersten Stufe angesiedelt. Das Bürgertum wollte mit den rauen Hafenarbeitern nicht viel zu tun haben. Rheinkadetten waren oft derbe Kerls, die ihre schwere Arbeit bei erbärmlichen Bedingungen meist nur unter Konsum von hochprozentigem, billigem Fusel ertrugen. Viele Gaststätten nahe der Hafenanlagen wurden zu einschlägigen Treffpunkten. So z. B. die Kneipen in der Ratinger Straße in der Düsseldorfer Altstadt. Häufig gab es lauten Streit und Raufereien unter ihnen. Ihre Kleidung war ärmlich aber für tragende Tätigkeiten zweckmäßig. Eine oft flache Schiffermütze war üblich. Heute werden die Rheinkadetten oft mit überhohen Schiffermützen dargestellt, was aber für die schwere Tätigkeit unpraktisch gewesen sein dürfte. In Köln sprach man auch vom Klutenhut.

„Dat wor et. Kluten, Minsche, die schon immer in der Stadt die schwerste Arbeit zu verrichten hatten, am Hafen Schiffe be- und entladen, Kisten und Säcke schleppen mussten... Wat hatten die Kluten fröher för Klamotten an? Die älteren Leute wurden befragt, Bücher wurden gewälzt und Museen wurden durchstöbert. Dann war es soweit. Natürlich der hohe Klutenhut, schwarze Hose mit Helpen und ein blau-weiß gestreiftes Hemd mit Halstuch und Schwefelsdöschen...“

Die zunehmende Automatisierung und maschinelle Unterstützung bei der Verschiffung und Löschung von Frachtgut, verdrängte die Muskelkraft. Seit etwa den 1960er Jahren gab es kaum noch Rheinkadetten.